# ジジ・フェルナンデス
ベアトリス・"ジジ"・フェルナンデス（Beatriz "Gigi" Fernández, 1964年2月22日 - ）は、プエルトリコ・サンフアン出身のアメリカの女子プロテニス選手。長年にわたり、ダブルスの名手として活躍してきた。WTAツアーでシングルス優勝は2つと少ないが、ダブルスでは69勝を挙げ、うち4大大会の女子ダブルスで「17勝」の記録を残した。シングルスでも1994年のウィンブルドンで準決勝進出がある。

## 経歴
ビアトリス・フェルナンデスはプエルトリコで医師の家庭に生まれた。いとこに俳優のホセ・フェラーがいる。
1982年から1983年にかけてクレムゾン大学の選手としてプレーした。1983年にプロ入り。1985年からダブルスの名手として頭角を現し始めたが、最初期はいろいろなパートナーと組んでいた。1988年の全米オープンで4大大会女子ダブルスに初優勝を飾った時、パートナーはロビン・ホワイト（アメリカ）であった。1990年の全米オープン女子ダブルスではマルチナ・ナブラチロワと組み、決勝でヤナ・ノボトナ＆ヘレナ・スコバ組を破って、このチェコスロバキアコンビの女子ダブルス年間グランドスラムを阻止している。1991年から1995年まで、全仏オープン女子ダブルスに5連覇を達成。パートナーは1991年の初優勝時だけはヤナ・ノボトナであったが、1992年からはナターシャ・ズベレワと組むようになった。ジジ・フェルナンデスとズベレワの組は、その後天下無敵のダブルス・ペアとして世界に君臨し始める。
1992年全仏オープンから1993年ウィンブルドンまで、フェルナンデス＆ズベレワ組は4大大会女子ダブルス「6連勝」の金字塔を樹立した。しかし1993年全米オープンの女子ダブルスでは、準決勝でアランチャ・サンチェス・ビカリオとヘレナ・スコバの組に敗れ、年間グランドスラムを逃す。フェルナンデスとズベレワは1994年にも全豪オープンからウィンブルドンまで4大大会3連勝を成し遂げたが、全米オープンでまたもや準決勝敗退に終わった。しかし、フェルナンデスが現役を引退する1997年まで、このペアは4大大会女子ダブルスで優勝を続けた。最後の年には全仏オープンとウィンブルドンで2連勝して“有終の美”を飾る。フェルナンデスとズベレワの組は、1996年に日本の「東レ パン・パシフィック・オープン・テニストーナメント」のダブルスで優勝したこともある。
ジジ・フェルナンデスは1988年から、女子テニス国別対抗戦・フェドカップにアメリカ代表として出場してきた。そのため、1992年バルセロナ五輪と1996年アトランタ五輪にもアメリカの代表選手として出場した。ジジ・フェルナンデスとメアリー・ジョー・フェルナンデスのアメリカ代表ペアは、この2大会連続でオリンピックの女子ダブルス金メダルを獲得する偉業を成し遂げた。
シングルスでのジジ・フェルナンデスは、1994年のウィンブルドンでベスト4進出がある。この時は、当年度の大会を「最後のウィンブルドン出場」にすると宣言していた37歳のマルチナ・ナブラチロワに 4-6, 6-7 で敗れた。全米オープンでは、1991年と1994年の2度準々決勝進出を果たしている。1997年11月に33歳で現役を引退。
引退後はテニス・コーチになり、2003年からフェドカップのプエルトリコ代表監督を務めている。2010年、ジジ・フェルナンデスはナターシャ・ズベレワとともに国際テニス殿堂入りを果たした。

## 4大大会ダブルス優勝
- 全豪オープン　女子ダブルス：2勝（1993年・1994年）
- 全仏オープン　女子ダブルス：6勝（1991年-1995年・1997年）　［大会5連覇を含む］
- ウィンブルドン　女子ダブルス：4勝（1992年-1994年・1997年）　［大会3連覇を含む］
- 全米オープン　女子ダブルス：5勝（1988年・1990年・1992年・1995年・1996年）

## 私生活
1993年4月25日にワシントンD.C.で行われた性的少数者のための行進（March on Washington for Lesbian, Gay and Bi Equal Rights and Liberation）でマルチナ・ナブラチロワと共にステージに立った際、レズビアンであることを公表した。